# Déborah Kerfs
Déborah Kerfs (* 10. März 1995) ist eine ehemalige belgische Tennisspielerin.

## Karriere
Kerfs begann mit fünf Jahren das Tennisspielen und spielte größtenteils auf dem ITF Women’s Circuit, auf dem sie drei Turniersiege im Einzel und neun im Doppel erringen konnte.
Ihr erstes Turnier bestritt Kerfs im August 2011. Ihr erster Turniersieg gelang ihr im September 2013; danach war sie erstmals in der Weltrangliste platziert. Im September 2015 gewann sie im algerischen Tlemcen sowohl den Einzel- als auch den Doppeltitel an der Seite von Marine Partaud, mit der sie eine Woche später auch die Doppelkonkurrenz des ITF-Turniers von Algier  gewinnen konnte. Im Februar 2016 gewann sie in Hammamet an der Seite von Anastasia Grymalska, im Juli beim Turnier in Maaseik den Einzeltitel. Ihre bislang besten Ranglistenplatzierungen erreichte sie im September 2016 mit den Plätzen 442 im Einzel und 380 im Doppel.
Ihr bislang letztes internationale Turnier spielte Kerfs im März 2018. Sie wird daher nicht mehr in der Weltrangliste geführt.

## Turniersiege

### Einzel
| Nr. | Datum              | Turnier | Kategorie   | Belag | Finalgegnerin    | Ergebnis |
| --- | ------------------ | ------- | ----------- | ----- | ---------------- | -------- |
| 1.  | 8. September 2013  | Huy     | ITF $10.000 | Sand  | Nina Zander      | 6:4, 6:4 |
| 2.  | 19. September 2015 | Tlemcen | ITF $10.000 | Sand  | Nora Niedmers    | 6:3, 6:3 |
| 3.  | 30. Juli 2016      | Maaseik | ITF $10.000 | Sand  | Sandra Zaniewska | 6:2, 7:5 |

### Doppel
| Nr. | Datum              | Turnier     | Kategorie   | Belag | Partnerin           | Finalgegnerinnen                        | Ergebnis          |
| --- | ------------------ | ----------- | ----------- | ----- | ------------------- | --------------------------------------- | ----------------- |
| 1.  | 18. September 2015 | Tlemcen     | ITF $10.000 | Sand  | Marine Partaud      | Amandine Cazeaux Nora Niedmers          | 6:3, 4:6, [10:6]  |
| 2.  | 25. September 2015 | Algier      | ITF $10.000 | Sand  | Marine Partaud      | Amandine Cazeaux Nora Niedmers          | 3:6, 6:2, [10:2]  |
| 3.  | 13. Februar 2016   | Hammamet    | ITF $10.000 | Sand  | Anastasia Grymalska | Eleni Kordolaimi Alexandra Perper       | kampflos          |
| 4.  | 19. August 2016    | Oldenzaal   | ITF $10.000 | Sand  | Chiara Scholl       | Lisa-Marie Mätschke Alana Parnaby       | 6:3, 6:4          |
| 5.  | 3. September 2016  | Schoonhoven | ITF $10.000 | Sand  | Chiara Scholl       | Erika Vogelsang Mandy Wagemaker         | 6:1, 6:2          |
| 6.  | 8. September 2016  | Engis       | ITF $10.000 | Sand  | Chiara Scholl       | Chiara Grimm Nina Stadler               | 6:2, 6:72, [10:4] |
| 7.  | 26. November 2016  | Hammamet    | ITF $10.000 | Sand  | Tamara Čurović      | Carolina Meligeni Alves Noelia Zeballos | 7:65, 6:3         |
| 8.  | 20. August 2017    | Oldenzaal   | ITF $15.000 | Sand  | Chiara Scholl       | Paula Ormaechea Ana Sofía Sánchez       | 7:5, 6:3          |
| 9.  | 2. September 2017  | Schoonhoven | ITF $15.000 | Sand  | Chiara Scholl       | Dasha Ivanova Ani Wangelowa             | 5:7, 6:2, [10:3]  |

## Auszeichnungen
Im Juli 2015 erhielt Deborah Kerfs die Auszeichnung Trophée Mérite Sportif 2015 de la Ville d’Arlon.